# Carex praeclara
Carex praeclara är en halvgräsart som beskrevs av Ernest Nelmes. Carex praeclara ingår i släktet starrar, och familjen halvgräs. Inga underarter finns listade i Catalogue of Life.